# هوگرات
هوگرات (به لاتین: Hohgrat) یک کوه در سوئیس است که در کانتون سنت گالن واقع شده‌است. هوگرات ۹۹۶ متر بالاتر از سطح دریا واقع شده‌است.